# Rüzgar Aksoy
Rüzgar Aksoy (Istanbul, 5 gennaio 1981) è un attore e doppiatore turco, noto per aver interpretato il ruolo di Tarık Soydere nella serie Endless Love (Kara Sevda) e per quello di Ercüment Akman nella serie Terra amara (Bir Zamanlar Çukurova).

## Biografia
Nato nel 1981 a Istanbul (Turchia), Rüzgar Aksoy  ha tre fratelli, uno dei quali si chiama Umut, anche lui attore. Dopo aver completato l'istruzione primaria e secondaria, ha deciso di iscriversi presso la facoltà di comunicazione del dipartimento di radio TV e cinema dell'Università di Istanbul, dove al termine degli studi ha conseguito la laurea. Successivamente ha completato il suo master presso il dipartimento del conservatorio dell'Università di Haliç.
Dal 2008 al 2010 ha fatto la sua prima apparizione come attore con il ruolo di Ferruh nella serie in onda su ATV Adanali. Nel 2010 ha interpretato il ruolo di Haydar nella serie in onda su Kanal D Türkan. L'anno successivo, nel 2011 ha ricoperto il ruolo di Cengiz nella serie in onda su Show TV Karakol.
Nel 2012 ha interpretato il ruolo di Cem nella serie in onda su Kanal D Annem Uyurken. Nello stesso anno ha doppiato nella serie in onda su Show TV Adını Feriha Koydum. Nel 2013, ha ricoperto il ruolo di Tayfun nella serie in onda su Kanal D Galip Dervis e quello di Mehmet nella serie in onda su Fox Umutsuz Ev Kadinlari. L'anno successivo, nel 2014 ha ricoperto il ruolo di Arif nella serie in onda su Show TV Ah Neriman. Nel 2015 e nel 2016 ha interpretato il ruolo di Minberci Hasan nella serie in onda su TRT 1 Yunus Emre Aşkın Yolculuğu. Dal 2015 al 2017 ha fatto parte del cast della serie in onda su Star TV Endless Love (Kara Sevda), nel ruolo di Tarık Soydere.
Nel 2016 ha prestato la voce nel film d'animazione Captain America: Civil War diretto da Anthony e Joe Russo. L'anno successivo, nel 2017, ha ricoperto il ruolo di Ender nella serie in onda su Show TV Yüz Yüze. Nel 2018 ha interpretato il ruolo di Osman nella serie in onda su Kanal D Koca Koca Yalanlar. Nello stesso anno ha recitato nei film Kesif diretto da Volkan Kocatürk, Metin Turguç e Özlem Koza, nel ruolo di Mehmet e in Vlad l'impalatore (Deliler) diretto da Osman Kaya, nel ruolo di Sultan Mehmed. Nel medesimo anno ha preso parte al programma televisivo in onda su Kanal D Mesut Yar ile Laf Çok. Nel 2019 è stato scelto per interpretare il ruolo di Ercüment Akman nella serie in onda su ATV Terra amara (Bir Zamanlar Çukurova), insieme agli attori Hilal Altınbilek, Uğur Güneş, Murat Ünalmış, Vahide Perçin e Selin Genç.
Nel 2020 è entrato a far parte del cast della serie in onda su Show TV Ramo, nel ruolo di Halef. L'anno successivo, nel 2021, ha interpretato il ruolo di Balaban nella serie in onda su Show TV Arıza. Nello stesso anno ha ricoperto il ruolo di Yadigar nel film Rancore (Grudge) diretto da Turkan Derya. Nel 2021 e nel 2022 ha interpretato il ruolo di Turgut Alp nella serie in onda su ATV Kuruluş Osman. Nel 2022 ha doppiato nel film d'animazione Blu e Flippy - Amici per le pinne (Malchik-delfin) diretto da Mohammad Kheirandish. L'anno successivo, nel 2023, ha ricoperto il ruolo di Haluk Tezel nella serie in onda su Star TV Ömer. Nel 2023 è nel 2024 ha fatto parte del cast della serie in onda su Fox Kirli Sepeti, nel ruolo di Yavuz. Nel 2024 ha preso parte al cast del film Garip Bülbül Neşet Ertaş diretto da Berker Berki e Ömer Faruk Sorak, nel ruolo di Mehmet Ali Altın. Nello stesso anno ha ottenuto il ruolo di Aziz Mahmud Hüdayi nella serie in onda su TRT 1 Aziz Mahmud Hüdayi: Aşkın Yolculuğu.

## Vita privata
Dal 2023 è sposato con Yasemin Sancaklı.

## Filmografia

### Attore

#### Cinema
- Kesif, regia di Volkan Kocatürk, Metin Turguç e Özlem Koza (2018)
- Vlad l'impalatore (Deliler), regia di Osman Kaya (2018)
- Rancore (Grudge), regia di Turkan Derya (2021)
- Garip Bülbül Neşet Ertaş, regia di Berker Berki e Ömer Faruk Sorak (2024)

#### Televisione
- Adanali – serie TV, 54 episodi (ATV, 2008-2010)
- Türkan – serie TV, 4 episodi (Kanal D, 2010)
- Karakol – serie TV, 8 episodi (Show TV, 2011)
- Sen de Gitme – serie TV (TRT 1, 2011-2012)
- Annem Uyurken – serie TV, 8 episodi (Kanal D, 2012)
- Galip Dervis – serie TV, 1 episodio (Kanal D, 2013)
- Umutsuz Ev Kadinlari – serie TV, 20 episodi (Fox, 2013)
- Ah Neriman – serie TV, 4 episodi (Show TV, 2014)
- Yunus Emre Aşkın Yolculuğu – serie TV, 22 episodi (TRT 1, 2015-2016)
- Endless Love (Kara Sevda) – serie TV, 74 episodi (Star TV, 2015-2017)
- Yüz Yüze – serie TV, 2 episodi (Show TV, 2017)
- Koca Koca Yalanlar – serie TV, 12 episodi (Kanal D, 2018)
- Terra amara (Bir Zamanlar Çukurova) – serie TV, 3 episodi (ATV, 2019)
- Ramo – serie TV, 11 episodi (Show TV, 2020)
- Arıza – serie TV, 8 episodi (Show TV, 2021)
- Kuruluş Osman – serie TV, 31 episodi (ATV, 2021-2022)
- Ömer – serie TV (Star TV, 2023)
- Kirli Sepeti – serie TV, 6 episodi (Fox, 2023-2024)
- Aziz Mahmud Hüdayi: Aşkın Yolculuğu – serie TV (TRT 1, 2024)

### Doppiatore

#### Cinema
- Captain America: Civil War, regia di Anthony e Joe Russo (2016)
- Blue e Flippy - Amici per le pinne (Malchik-delfin), regia di Mohammad Kheirandish (2022)

#### Televisione
- Adını Feriha Koydum – serie TV (Show TV, 2012)

## Teatro
- Sadece Bir Hafta
- Sanat (2012)
- Polisler (2015)
- Bedel (2017)

## Programmi televisivi
- Mesut Yar ile Laf Çok (Kanal D, 2018) - guest star

## Doppiatori italiani
Nelle versioni in italiano dei suoi film e delle sue serie TV, Rüzgar Aksoy è stato doppiato da:
- Edoardo Stoppacciaro[58] in Terra amara[59]
- Alberto Bognanni[60] in Rancore
- Francesco Cavuoto[61] in Endless Love[62]

## Riconoscimenti
- Afife Theatre Awards
  - 2013: Vincitore come Attore musicale comico di maggior successo dell'anno in un ruolo di non protagonista per l'opera teatrale Sanat[63]